# Музей полювання і верхової їзди
Музей полювання і верхової їзди (пол. Muzeum Łowiectwa i Jeździectwa) — музей, що знаходиться у Варшаві, Польща. Зареєстрований в  Державному реєстрі музеїв. Міститься у двох історичних будівлях — казармі кантоністів і колишній шляховій станції «Стайня Кубицького», які розташовуються в східній частині парку  Лазенки. Музей демонструє експозицію, пов'язану з мисливствознавчою та іппологічною тематиками.

## Історія
1 липня 1983 р. було об'єднано в єдиний музей два музеї — Музей полювання, створений в 1977 році з ініціативи скульптора Томаша Конарського і Музей коня. До 1985 року казарми кантоністів переобладнувалися для музейної експозиції. У цей час музей організував тимчасову виставку, яка експонувалася в будинку Польського мисливського товариства. Першу постійну виставку в казармах кантоністів під назвою «Весна, літо, осінь, зима» було відкрито в 1985 році.
До 1993 року директором Музею полювання і верхової їзди був Томаш Конарський.
У 1995 році музею передано будівлі шляхової станції «Стайні Кубицького».

## Опис
Двоповерхова будівля «Казарми кантоністів», відома також як «Будинок садівника» або «Казарми інвалідів», побудована в стилі класицизму в 1826–1829 роках. У будівлі представлені постійні експозиції «Polski salon myśliwski XIX/XX» (Польський мисливський зал XIX/XX), «W polu i w kniei» (У полі і в лісі) із залами «Ліс» і «Птахи». Тут же організуються тимчасові виставки, присвячені полюванню.
Будинок шляхової станції було зведено в 1825–1826 роках за проектом архітектора Яна Кубицького; на його честь споруда називається «Стайні Кубицького». У цій будівлі знаходиться експозиція, що представляє різні коляски, які використовувалися під час верхової їзди. Це відділення музею носить ім'я Збіґнєва Прус-Невядомського.

## Галерея

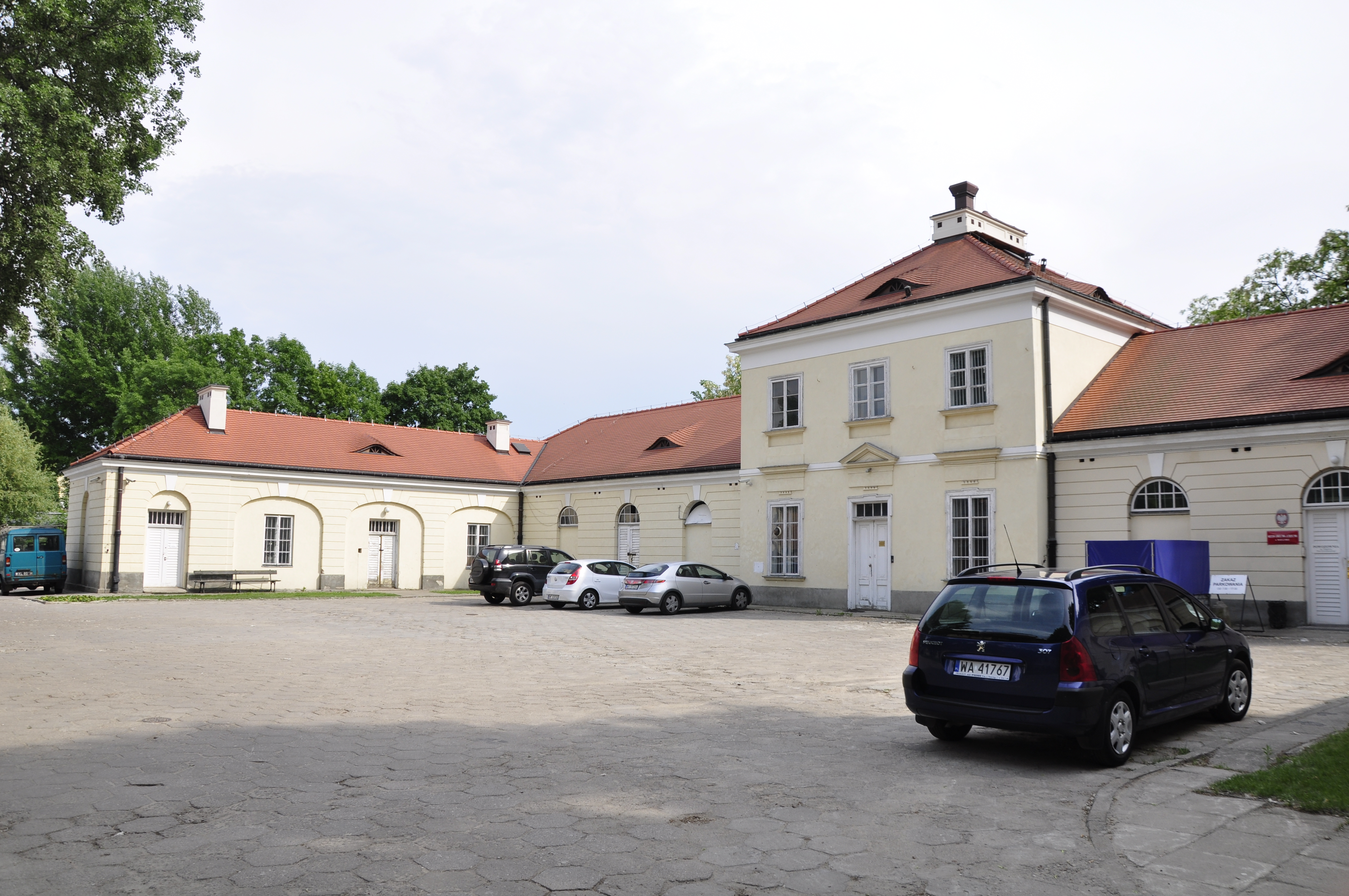
Дорожна станція «Стайні Кубицького»
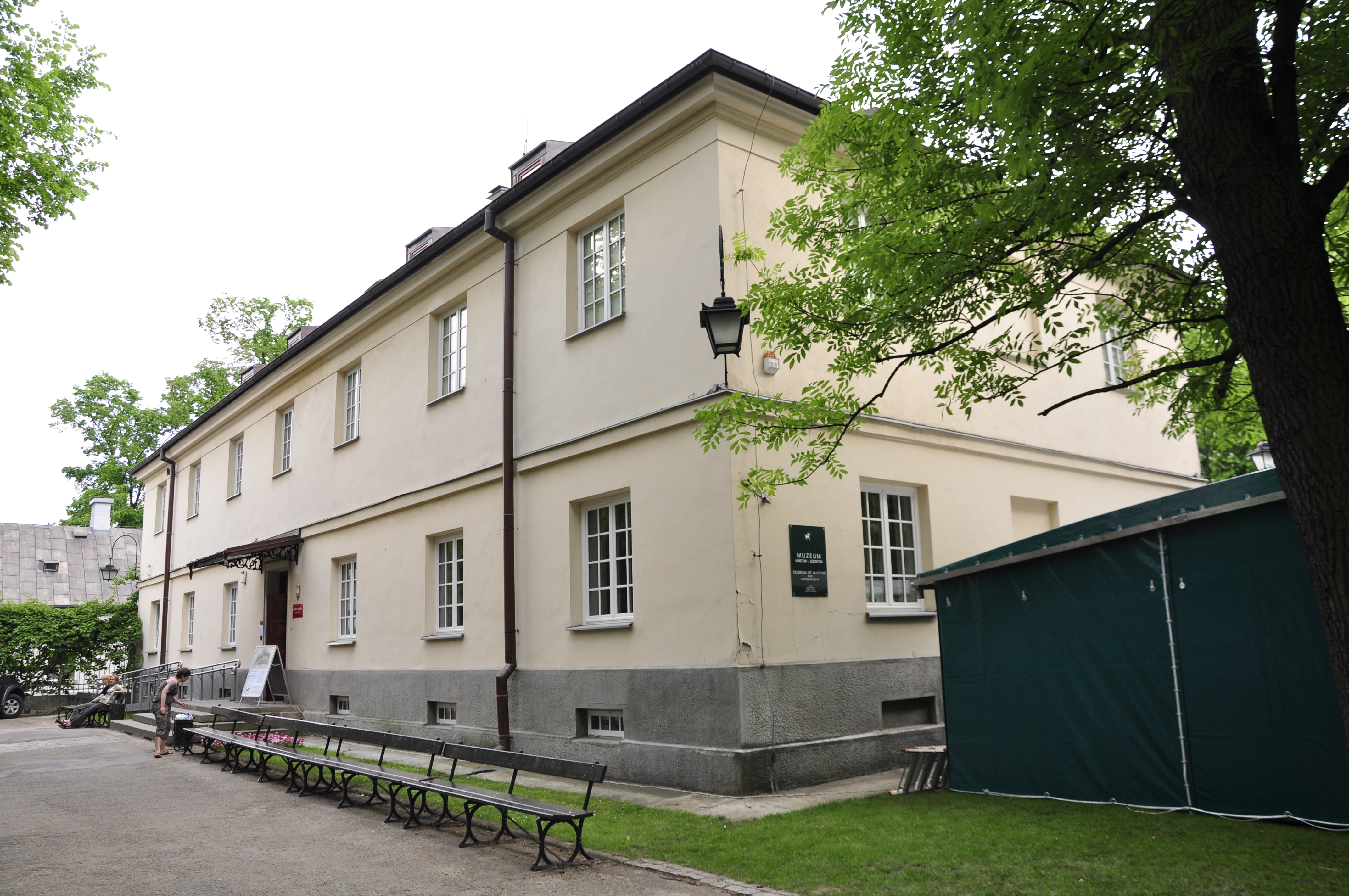
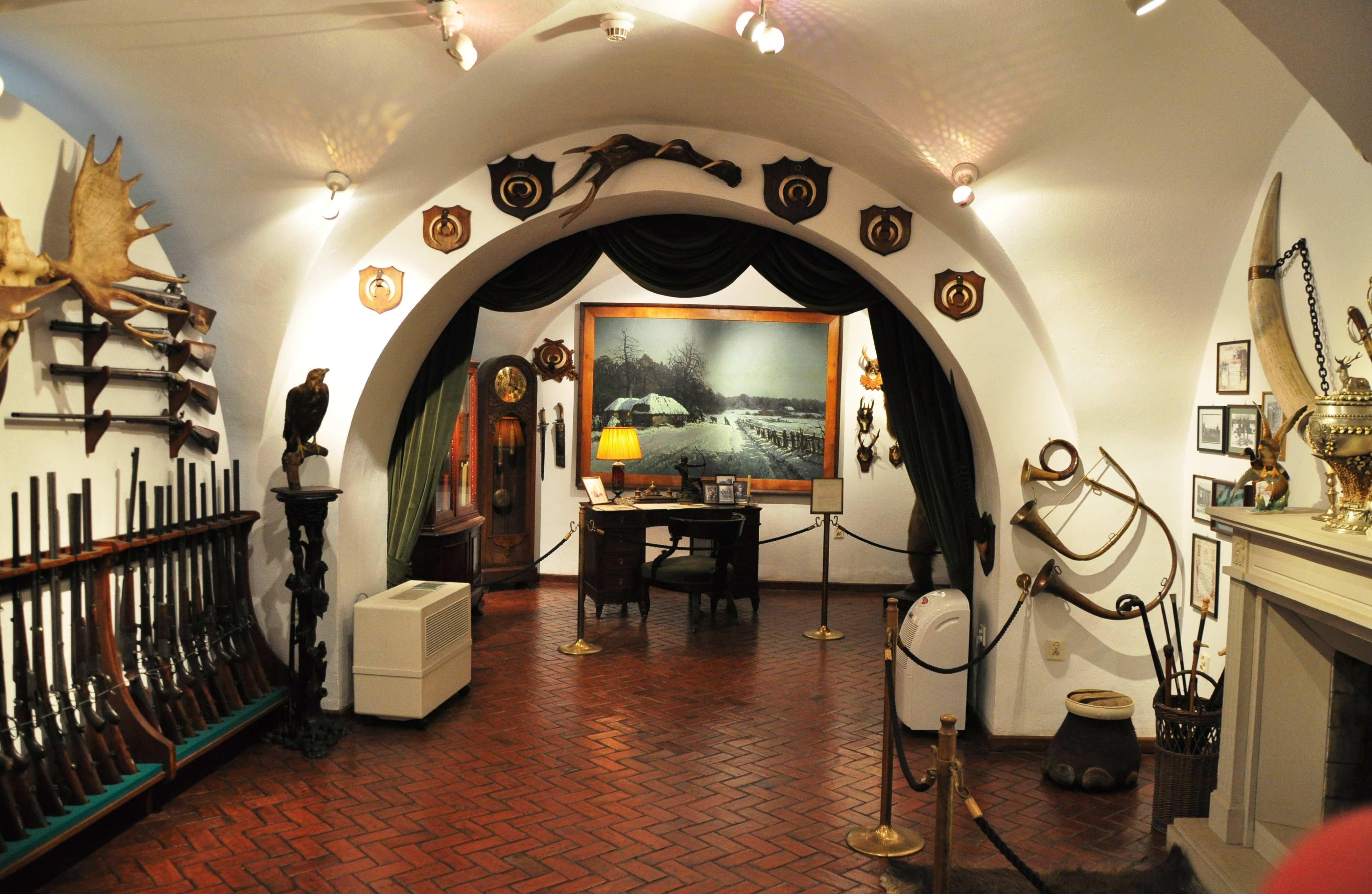
Експозиція музею
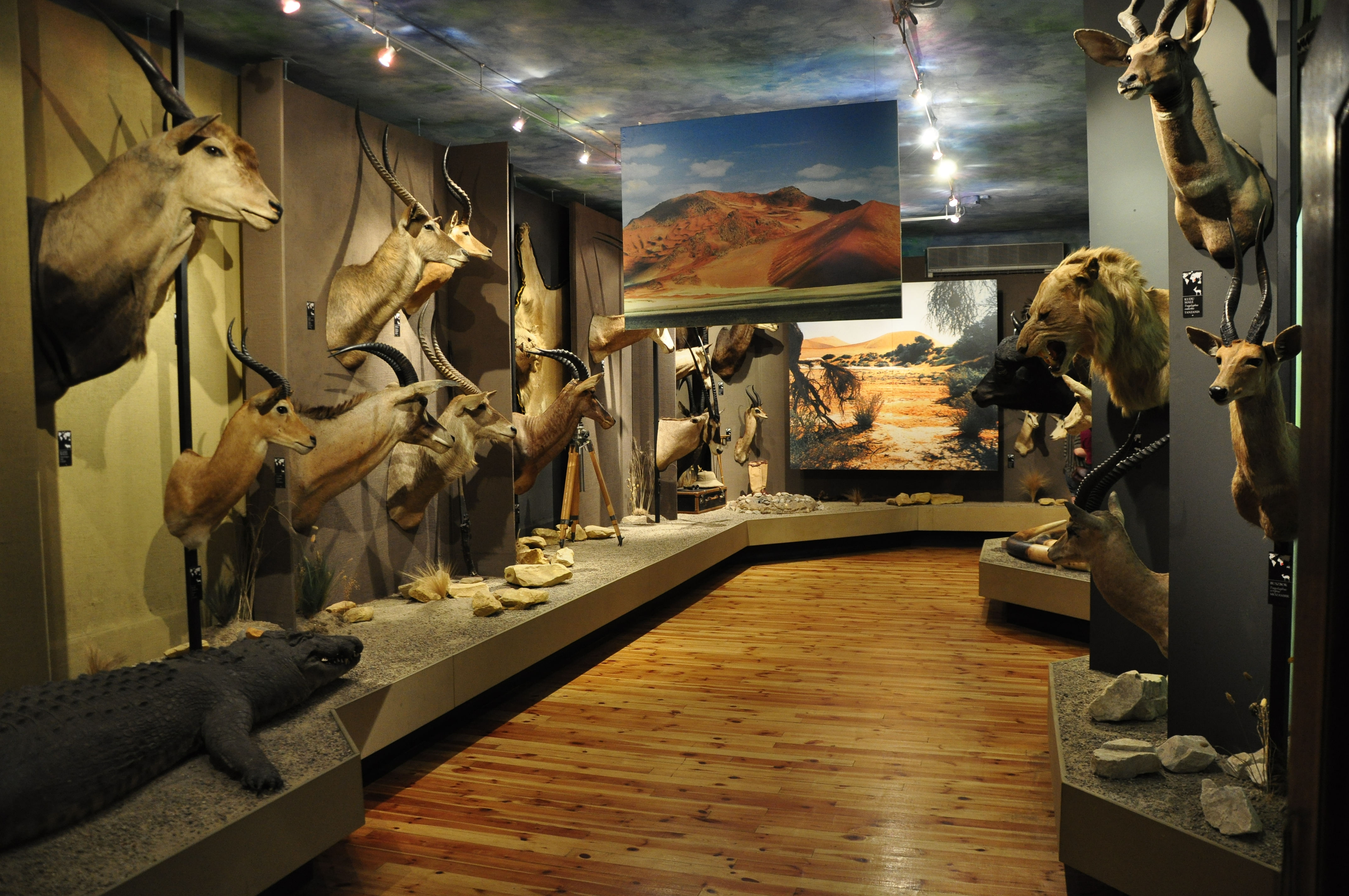
Експозиція музею
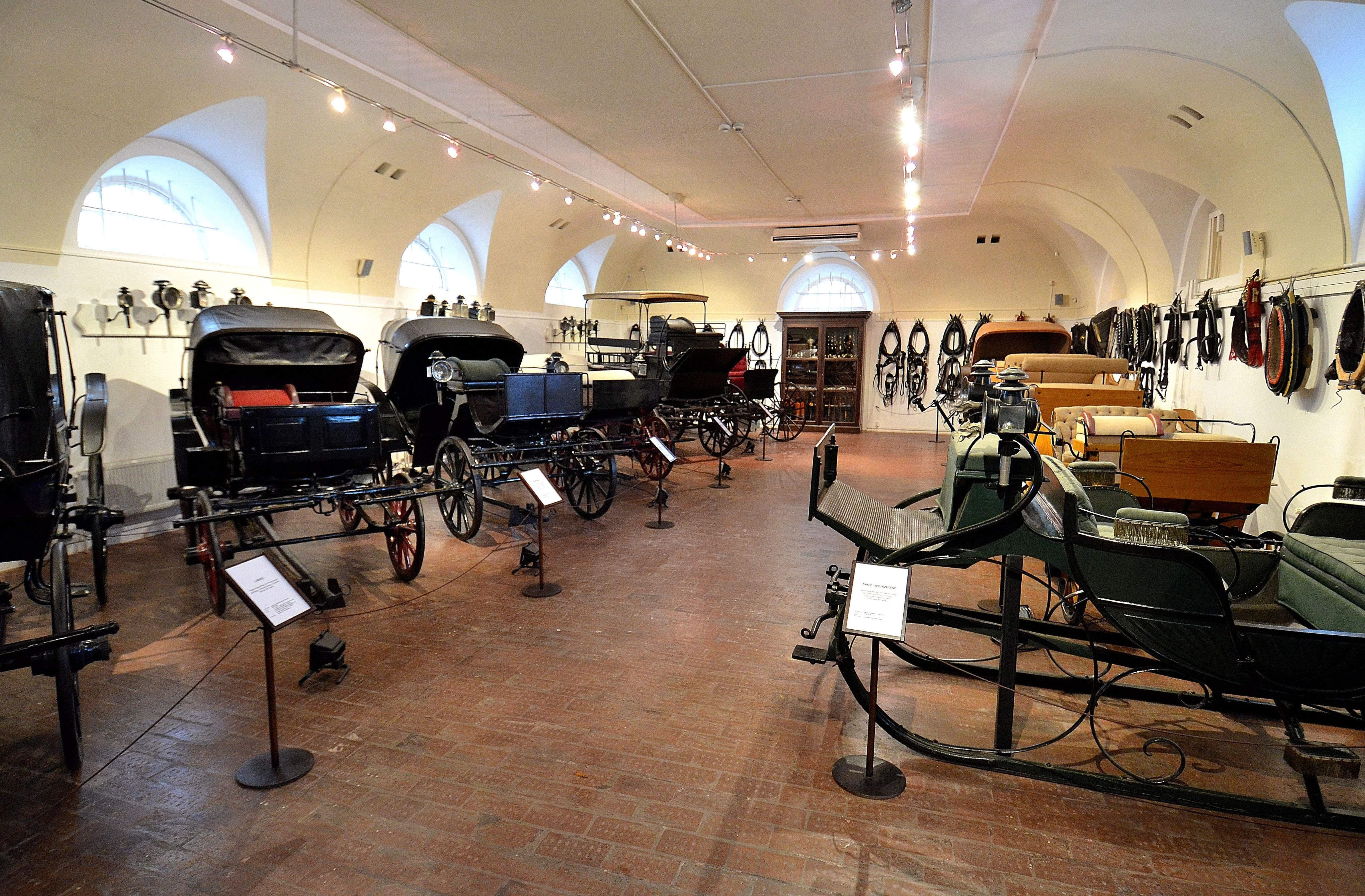
Експозиція музею
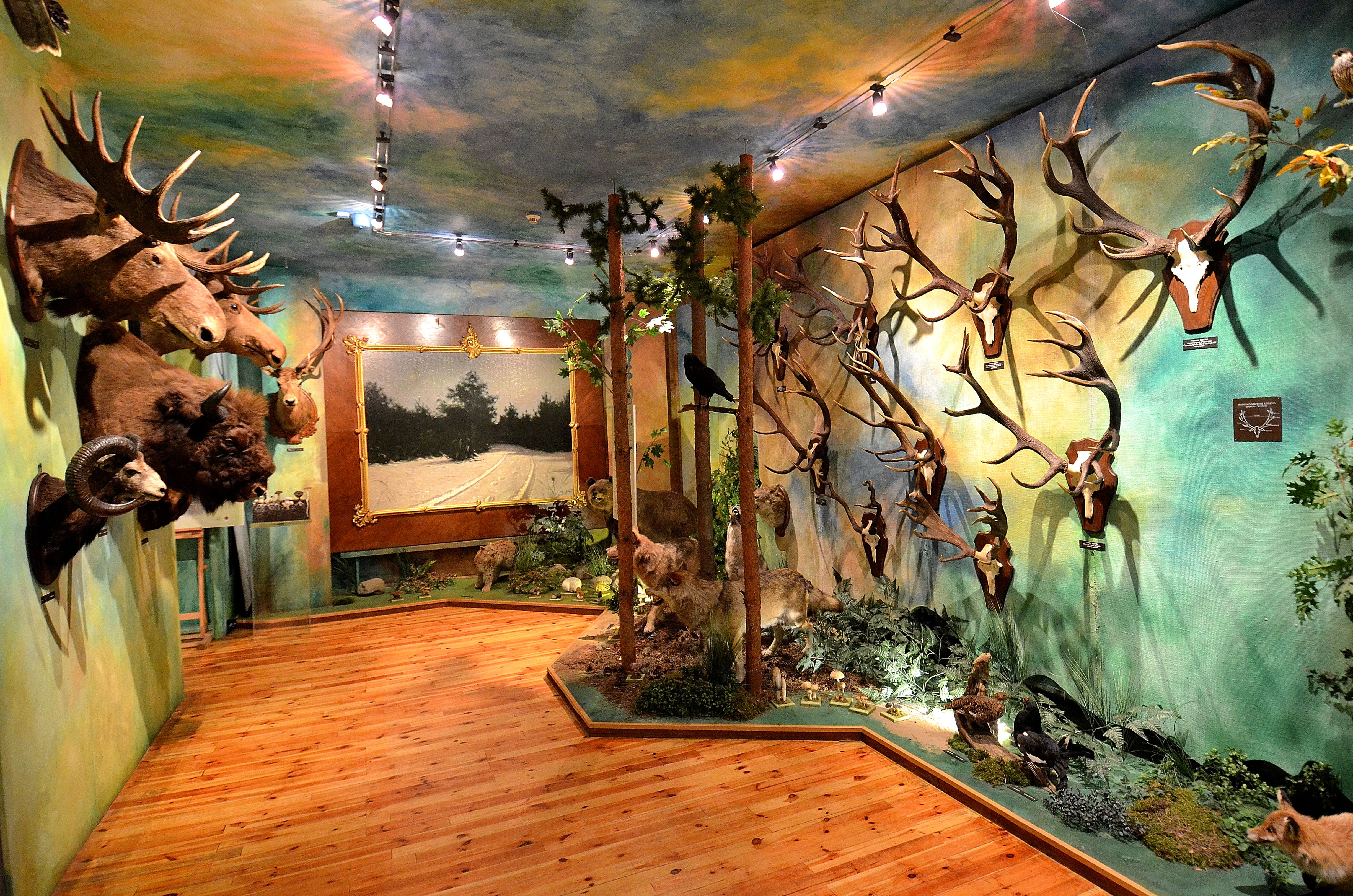
Експозиція музею